# Divino afflante Spiritu

Divino afflante Spiritu (hrv. „Nadahnuti božanskim Duhom”) je enciklika pape Pia XII. proglašena 30. rujna 1943. godine. U enciklici se poziva na nove prijevode Biblije na narodne jezike koristeći se izvornim jezicima kao izvornima umjesto samo latinske Vulgate.

## Poveznice
- Dei Verbum

## Vanjske poveznice
- www.nedjelja.ba: „Enciklika o proučavanju Biblije, objavljena 1943., poticajna i danas”